# Kirchweiler Rohr
Das Naturschutzgebiet Kirchweiler Rohr liegt auf dem Gebiet der Ortsgemeinden Hinterweiler und Kirchweiler im Landkreis Vulkaneifel in Rheinland-Pfalz.
Das etwa 40,5 ha große Gebiet, das mit Verordnung vom 20. November 1990 unter Naturschutz gestellt wurde, erstreckt sich nordwestlich von Kirchweiler, westlich von Hinterweiler und östlich von Berlingen entlang des Berlinger Baches, eines Nebenflusses der Kyll. Westlich und nordöstlich des Gebietes verläuft die Kreisstraße K 35 und südlich die Landesstraße L 27.
Als Schutzzweck wird die „Erhaltung und Weiterentwicklung eines Feuchtgebietes mit Schilfröhrichtbeständen, Klein- und Großseggenriedern, Sumpfdotterblumenwiesen sowie naturnahen Fließgewässerökosystemen“ angegeben.